# شرکت هوانوردی خرونینگن
شرکت هوانوردی خرونینگن (به انگلیسی: Groninger Luchtvaart Maatschappij) یک شرکت هواپیمایی است که در تاریخ ۲۰۱۲ میلادی تأسیس شده است.

## مقصدهای پروازی
- هلند: فرودگاه خرونینگن ایلده
- بریتانیا: فرودگاه جنوبی لندن